# Christian Witzig
Christian Witzig (Münsterlingen, Thurgau kanton, 2001. január 9. –) svájci korosztályos válogatott labdarúgó, a St. Gallen középpályása.

## Pályafutása

### Klubcsapatokban
Witzig a svájci Münsterlingen községben született. Az ifjúsági pályafutását a Tägerwilen, a Münchwilen és a Wil csapatában kezdte, majd 2015-ben a St. Gallen akadémiájánál folytatta.
2017-ben mutatkozott be a St. Gallen tartalék, majd 2021-ben az első osztályban szereplő felnőtt csapatába. Először a 2021. november 27-ei, Sion ellen 3–1-re elvesztett mérkőzés 88. percében, Víctor Ruiz cseréjeként lépett pályára. Első ligagólját 2022. augusztus 28-án, a Lugano ellen 3–2-re megnyert találkozón szerezte meg.

### A válogatottban
Witzig az U15-ös, az U16-os és az U17-es korosztályú válogatottakban is képviselte Svájcot.

## Statisztika
2024. augusztus 15. szerint.
| Klub       | Szezon   | Bajnokság          | Bajnokság | Bajnokság | Kupa  | Kupa  | Nemzetközi | Nemzetközi | Összesen | Összesen |
| Klub       | Szezon   | Bajnokság          | Mérk.     | Gólok     | Mérk. | Gólok | Mérk.      | Gólok      | Mérk.    | Gólok    |
| ---------- | -------- | ------------------ | --------- | --------- | ----- | ----- | ---------- | ---------- | -------- | -------- |
| St. Gallen | 2021–22  | Swiss Super League | 2         | 0         | 0     | 0     | —          | —          | 2        | 0        |
| St. Gallen | 2022–23  | Swiss Super League | 32        | 3         | 4     | 1     | —          | —          | 36       | 4        |
| St. Gallen | 2023–24  | Swiss Super League | 33        | 5         | 1     | 0     | —          | —          | 34       | 5        |
| St. Gallen | 2024–25  | Swiss Super League | 4         | 1         | 0     | 0     | 4          | 0          | 8        | 1        |
| Összesen   | Összesen | Összesen           | 71        | 9         | 5     | 1     | 4          | 0          | 80       | 10       |

## Sikerei, díjai
St. Gallen
- Svájci Kupa
  - Döntős (1): 2021–22